# Gerrhonotus parvus
Gerrhonotus parvus är en ödleart som beskrevs av  Knight och SCUDDAY 1985. Gerrhonotus parvus ingår i släktet Gerrhonotus och familjen kopparödlor. IUCN kategoriserar arten globalt som starkt hotad. Inga underarter finns listade i Catalogue of Life.